# 蘇伊姆別姬
蘇伊姆別姬（1516年—1554年），喀山汗國皇后。
她是諾蓋汗國貴族優素福伯克的女兒，並與兩任喀山可汗结婚，而且她也是第二任丈夫薩法·格來所出兒子烏特迷失·格來的攝政。
1551年，莫斯科公國第一次進攻喀山，伊凡四世強逼她和兒子搬往莫斯科，並與卡西姆汗沙赫阿里結婚。
她是韃靼斯坦共和國的民族英雄。她的名字是與苏尤姆别卡塔有關，伊凡雷帝想要娶她，如果他為她做一座七层塔那麼她就嫁給他，完成後上到塔顶望著她美麗的喀山家園，她不忍心嫁給沙皇和跳下。